# لوغان ويد
لوغان ويد (بالإنجليزية: Logan Wade)‏ هو لاعب كرة قاعدة أسترالي، ولد في 13 نوفمبر 1991 في بريزبان في أستراليا.

## وصلات خارجية
- لوغان ويد على موقع دوري كرة القاعدة الرئيسي (الإنجليزية)
- لوغان ويد على موقع دوري أستراليا لكرة القاعدة (الإنجليزية)
- لوغان ويد على موقعبيزبول رفرنس.كوم (الدوري الثانوي) (الإنجليزية)
- لوغان ويد على موقع مشجعي الرسوم البيانية (الإنجليزية)